# Cushing Peak
Der Cushing Peak ist ein  rund 950 m hoher Berg im Norden der Brabant-Insel im westantarktischen Palmer-Archipel. Er ragt 2,5 km südöstlich der Guyou-Bucht am Kopfende des Lister-Gletschers auf.
Der Berg ist unbenannt erstmals auf einer argentinischen Landkarte aus dem Jahr 1953 verzeichnet. Luftaufnahmen der Hunting Aerosurveys Ltd. aus den Jahren 1956 und 1957 dienten 1959 der Kartierung des Berges. Das UK Antarctic Place-Names Committee benannte ihn am 23. September 1960 nach Harvey Cushing (1869–1939), einem US-amerikanischen Pionier der Neurochirurgie.